# 吉田涙子
吉田 涙子（よしだ るいこ、1971年5月8日 - ）は、文化放送報道スポーツセンター所属の報道記者で、元同局のアナウンサー。埼玉県さいたま市（旧浦和市）出身。

## 来歴・人物
身長は173cm。血液型B型。4歳年下の弟がおり、彼も183cmと長身である。豊島岡女子学園中学校・高等学校、大妻女子大学文学部卒業。
「涙子」という名は、母親が妊娠した際、出産すると母子共に危険であると告げられたが、母親は出産を決意し、無事に元気な赤ちゃんを産んだ。家族全員が母子共に健康であることに喜びの涙を流したことから、「涙は悲しい時だけに流すものでは無く、嬉しい時にも流せるものである」との意味を込めて付けられた。
学生時代にはバンドを組んでの音楽活動をしており、本人の好きなローリング・ストーンズのカバーなどをやっていた。
フジテレビ『オレたちひょうきん族』の「ひょうきんアナウンサー」になりたいと思ってアナウンサーを志したという。後に入社する文化放送の番組『とんねるずの二酸化マンガンクラブ』のヘビーリスナーでもあった。学生時代には、自宅から駅までウォークマンを聴き、自分の番組に見立てながらDJの練習もしていたという。
入社後の初仕事は『伊東四朗のあっぱれ土曜ワイド』そこでパーソナリティの伊東四朗に初めて会った時に思わず「ニン!」と挨拶したという。その後も入社当初は先輩アナの竹内靖夫や伊東四朗がパーソナリティをしていた番組でアシスタントを務めていたが、その後俳優の地井武男、歌手の谷村新司など大物芸能人の出演番組のアシスタントを務めるようになる。この他、文化放送でもかつて番組を担当していたフリーアナウンサーの田中雄介ともヤングタイムの番組で10年近く共演しており、田中とはプライベートで一緒になる機会も少なくない。また、田中の家族とも親交がある。
2014年7月より、同局の放送事業局 報道スポーツ センター所属の報道記者。
趣味のイラストは玄人級の腕前といわれる。

## 担当番組
- あの時あの音（2020年10月 - ）

## 過去の担当番組
- 伊東四朗のあっぱれ土曜ワイド
- FRIDAY SUPER COUNTDOWN 50
- SUPER COUNTDOWN 10
- 全薬工業ヘルシーサンデー 音楽旅行
- サンデーミュージックちゃった! MUGA夢中 スーパー電リク
- 泉谷しげるのミュージックバトル!（レポーター）
- 志の輔ラジオ 土曜がいい!
- 大野勢太郎の日曜昼型ラジオ（レポーター）
- 純喫茶・谷村新司
- サンプラザ中野くんのDO NIGHT!?
- 浜松町サウンドファクトリー
- 吉田照美 ソコダイジナトコ（2009年8月7日 / ピンチヒッター）
- センパツ!（平日版、週末版パーソナリティ。ナイターオフ期は木曜担当）
  - ナイターオフ期の木曜日キャッチャー（パートナー）の松島茂アナとは同期入社組である。
- 五感インド
- ビッグサウンズスペシャル
- ミュージック・デザート（高知放送向け裏送り番組）
- キユーピー・メロディホリデー（1999年より収録時期の都合で2014年いっぱいで退任するまで16年間担当）
- 伊東四朗・吉田照美 親父熱愛（2009年4月11日 - 2014年7月26日）
- くにまるジャパン - 水曜日パートナー（2010年10月6日 - 2014年7月30日）
- ランチタイム ニュース（くにまるジャパン内）
- 夕やけ寺ちゃん 活動中（「文化放送ネットショップ」コーナープレゼンター【番組開始当初】）
- バンブー・涙子のそんぽのホント
- カイゴとエガオ〜認知症をあきらめない〜
- 田原総一朗 オフレコ!
- みのりの箱 クリーンライフメモ
  - 「くにまるジャパン」「吉田照美 飛べ!サルバドール」内で、約1分間の放送
  - 野中直子アナウンサーの定年退職を受け、2011年4月11日放送分より、2014年7月まで担当。
  - 伊藤佳子アナウンサーと、隔週交代で担当。
- ファンタジーワールド シネマへの旅
- 沢田研二・志村けんのジュリけん
- 産経新聞（ナレーション）

## 著書
- 大粒の涙子-オフマイク生態図鑑（ケイエスエス）

## エピソード
- 最近はかつての後輩アナの遠藤里沙、濱本りか、石田絵里奈が相次いで退職したこともあってか、遠藤や濱本が担当していた番組を引き継いだり2013年3月いっぱいで退職した石田が当初担当する予定だった番組を彼女が担当するというケースも発生している。しかし、その一方で彼女がメインパーソナリティを担当し長寿番組となっている番組も存在する。
- 2007年版の文化放送カレンダーでは、リスナー（購入者）からは、アナウンサー23人の中でも評価が高かった。2008年版の文化放送カレンダーでは、プロデューサーを務めた[7]。
- 入社当初、放送内では背が高いため、ガリバー涙子と言われていた[3]。現在では、あまり言われない。
- 女性としては身長が高いため、学生の頃は後姿から、外国人男性と間違われた事があった[3]。
- インドに造詣がある。また、落語にも造詣が深い（同社の落語ポータルサイト「落語の蔵」のCMナレーションも彼女が務めている）[8]。
- 同姓同名のカメラマン「吉田ルイ子」について、番組トークのネタにしている。
- Tバックの下着を愛用している（これについてのことを「高田純次 毎日がパラダイス」の「色エロ川柳」でも披露した）[9]。
- 握力が強いため、度々ボールペンのプラスチックの軸部分をへし折ったり、ガラスのコップを握りつぶしてしまう。